# Мальм, Эско
Эско Мальм (фин. Esko Malm; род. 23 августа 1940, Валкеакоски) — финский футболист и тренер.

## Биография
В качестве футболиста выступал на позиции полузащитника. Всю свою карьеру Мальм провёл за "Хаку". В его составе он несколько раз становился чемпионом страны. В 1963 году провёл один матч за сборную Финляндии.
Перестав играть в футбол, Мальм возглавил "Хаку". В 1977 году он сделал с ней "золотой дубль". С февраля 1979 года по сентябрь 1981 года он работал с национальной командой страны. В 1996 году вновь был главным тренером "Хаки".

## Достижения

### Футболиста
- Чемпион Финляндии (3): 1960, 1962, 1965.
- Обладатель Кубка Финляндии (4): 1959, 1960, 1963, 1969.

### Тренера
- Чемпион Финляндии (1): 1977.
- Обладатель Кубка Финляндии (1): 1977.